# Căpleni, Satu Mare
Căpleni (germană Kappen, Kappelau, Kaplau, Kaplan, Kaplon, Kapellan) este satul de reședință al comunei cu același nume din județul Satu Mare, Transilvania, România.

## Așezare
Satul Căpleni este așezat în partea de nord-vest a României, la 4 km de Carei și la 40 km de Satu Mare.
Pe vremuri, localitatea a fost înconjurată de mocirla Ecsed. În zilele noastre, apa Crasnei pune în pericol adesea cele 179 de hectare de pământ pe care sunt așezate 830 de case. 

## Istoric
Numele localității derivă din limba turcă și înseamnă "tigru", iar istoria sa este în strânsă legătură atât cu istoria mocirlei Ecsed, cât și cu construcția în stil neo-roman a bisericii construite de Ybl Miklos, monumentul cel mai prețios al comunității. Aici se află înmormântați membrii familiei Karolyi, care au fost moșieri bogați de origine maghiară. Printre aceștia se află și Karolyi Sandor, care în secolul al XVIII-lea (începând cu 1712) a adus în Căpleni coloniști din regiunea Baden-Wurtenberg, Pădurea Neagră și lacul Boden, în total 127 de familii.
Astfel, Căpleni a devenit o localitate majoritar șvăbească. Prin intermediul Bisericii și al școlii, șvabii au fost supuși unui proces de maghiarizare și deznaționalizare intensă de către administrația ungară, care s-a aflat la putere în Transilvania de mai multe ori.
În prezent, localitatea numără 3200 de suflete, trei religii, în mare parte romano-catolici (aceștia sunt descendenții șvabilor), și trei naționalități.

## Obiective turistice
Biserica și Mănăstirea Franciscană “Sfântul Anton de Padova”. Perioada construirii primei mănăstirii de către neamul Kaplony poate fi presupusă încă în secolul al XI-lea, însă data exactă rămâne necunoscută. Biserica mănăstirii închinată Sf. Martin a fost patronată în comun de familiile din neamul Kaplony chiar și după împărțirea proprietății, și a constituit locul de înmormântare a descendenților acestui neam. Dintre puținele informații scrise păstrate despre biserică din perioada medievală, cea mai importantă este diploma din 1444, care enumeră bunurile mobile aflate în proprietatea edificiului de cult. În ultimul document medieval despre mănăstire, datând din 1479, se precizează că biserica este de dimensiuni mari și are două turnuri. Pe parcursul secolului al XVI-lea mănăstirea este părăsită, iar clădirea bisericii începe să se ruineze. 
Reconstruirea edificiului a fost inițiată de Alexandru Károlyi (1668–1743), descendent din neamul Kaplony, care a dăruit mănăstirea franciscanilor în 1711. Lucrările de restaurare a mănăstirii se extind pe o perioadă lungă de timp, deoarece primul călugăr franciscan a ajuns aici abia în 1719. În timpul lucrărilor de restaurare, biserica medievală cu două turnuri și trei nave absidate a suferit modificări nesemnificative: o parte din ferestrele medievale au fost lărgite, nava principală a fost boltită în 1730, însă bolta navelor secundare s-a păstrat probabil în forma originală. S-a construit, de asemenea, o șarpantă comună pentru cele trei nave. Lângă latura sudică a bisericii a fost realizată o nouă criptă pentru familie, care o înlocuia pe cea originală, situată în fața altarului, în nava centrală. Restaurarea bisericii a fost finalizată în 1740. Cutremurul din 1834 a afectat grav biserica. Reconstruirea edificiului în stil romanic, după planurile lui Miklós Ybl, s-a realizat între 1842–1847. S-au desființat pilaștrii medievali (păstrându-se doar două dintre capitelurile originale), iar bolțile, cu excepția celor din absida sanctuarului, au fost înlocuite cu un tavan casetat. Noua criptă din spatele altarului, cu planul în formă de cruce, dă impresia unui mausoleu paleocreștin. Rămășițele pământești ale membrilor familiei Károlyi au fost strămutate în noua locație. Hramul inițial al bisericii, Nașterea Domnului, a fost înlocuit de Alexandru Károlyi cu cel de Sf. Anton de Padova. Din interior merită a fi menționate fragmentele mobilierului în stil baroc, picturile în ulei pe pânză reprezentând stațiile Calvariei și în special, sarcofagele de bronz din cripta familiei.

## Obiectiv memorial
În cimitirul comunei se află un ansamblu funerar memorial, dedicat șvabilor deportați în URSS în 1945 de către administrația sovietică din acea perioadă. Un număr de 46 de cruci păstrează memoria șvabilor care au murit în aceste condiții. 